# Olios ornatus
Olios ornatus är en spindelart som först beskrevs av Tord Tamerlan Teodor Thorell 1877.  Olios ornatus ingår i släktet Olios och familjen jättekrabbspindlar.
Artens utbredningsområde är Sulawesi. Inga underarter finns listade i Catalogue of Life.